# جوني تورونين
جوني تورونين (بالفنلندية: Joni Turunen)‏ (مواليد 9 أبريل 1976) هو ملاكم فنلندي، مثّل بلاده في الألعاب الأولمبية الصيفية 2000.

## روابط خارجية
جوني تورونين على موقع أوليمبيديا (الإنجليزية)